# Nation naskapie de Kawawachikamach
Pour les articles homonymes, voir Kawawachikamach.
La Nation naskapie de Kawawachikamach, dont le nom officiel est Naskapi Nation of Kawawachikamach, est une Première Nation (au sens de « bande indienne ») naskapie du Québec, au Canada.
Celle-ci possède la terre réservée naskapie de Kawawachikamach et le village naskapi du même nom, situés respectivement sur la Côte-Nord et dans le Nord-du-Québec.
En 2018, elle a une population inscrite de 796 membres.

## Démographie
Les membres de la Nation de Kawawachikamach sont des Naskapis. En février 2017, elle a une population inscrite totale de 773 membres dont 66 vivent hors réserve. Selon le recensement de 2011 de Statistique Canada, l'âge médian de la population est de 22,3 ans.
En 2014, la terre réservée avait une population de 636 habitants et le village de 1 056 habitants.

## Géographie
La Nation naskapie de Kawawachikamach possède la terre réservée naskapie de Kawawachikamach créée en vertu de la Convention du Nord-Est québécois en 1978 située dans la région administrative de la Côte-Nord.
Elle possède également le village naskapi de Kawawachikamach située dans la région du Nord-du-Québec. Elle est localisée à quelques kilomètres de la ville minière de Schefferville.

## Langues
Selon le recensement de 2011 de Statistique Canada, sur une population totale de 585 personnes, 99,1% de la population connaît une langue autochtone. Plus précisément, 96,6% de la population ont une langue autochtone encore parlée et comprise en tant que langue maternelle et 94,9% parlent une langue autochtone à la maison. En ce qui a trait aux langues officielles, 16,2% connaissent les deux, 70,1% connaissent seulement l'anglais, 1,7% connaissent seulement le français et 0,9% n'en connaissent aucune.

## Gouvernement
La Nation naskapie de Kawawachikamach est gouvernée par un conseil de bande élu selon la Loi sur les Cris et les Naskapis. Pour le mandat de 2015 à 2018, ce conseil est composé du chef Noah Swappie, du vice-chef Sandy Shecanapish et de quatre conseillers.